# Batalha de Talas
A batalha de Talas foi um confronto armado que ocorreu entre julho e agosto de 751 na Ásia Central, nas margens do rio Talas, a norte do rio Sir Dária, em território do atual Quirguistão, perto da cidade cazaque de Taraz. A batalha opôs os exércitos árabes do Califado Abássida aliados com os turcos sob comando de Ziade ibne Sale com 150 a 200 mil soldados (segundo fontes chinesas), e os exércitos chineses da Dinastia Tang sob comando de Gao Xianzhi com 20 mil chineses e 10 mil carluques, a fim de controlar a Ásia Central.
Esta batalha finalizou com a vitória árabe-turca, o que implicou o fim da expansão chinesa pela Ásia Central, região que se integrou desde esse momento e de forma definitiva na cultura islâmica. Apenas 2000 chineses sobreviveram à batalha.